# Tomáš Mičánek
Tomáš Mičánek (* 11. dubna 1992 Brno) je český automobilový závodník, pilot Porsche Super Sport Cupu a jezdec v rakouské Dunlop Drift Challenge. V letech 2010, 2011, se stal mistrem České republiky a Německa.
Mičánek začínal v motokáře, posléze v úvodu sezóny 2008 přešel na automobilové soutěže. Okruhovou premiéru zažil v německé sérii VW Polo Cup, v jehož Rookies klasifikaci obsadil napoprvé šesté místo. V soutěži identických vozů VW Polo pokračoval Tomáš i v následujícím roce 2009, kterou završil celkovým desátým místem. Dále povýšil jezdecky i materiálovým vybavením. Místo malého Polo začal pilotovat vozy Porsche v barvách týmu Mičánek Motorsport. Tomáš se projevil jako velmi vnímavý závodník a premiérovou sezónu ukončil dvojnásobným triumfem. Spolu se svým bratrem Jiřím se stal v mezinárodním mistrovství České republiky ve vytrvalostních závodech silně obsazené divize 4 vítězem třiapůllitrové třídy a další vítěznou trofej si přivezl z německých okruhů. Přestože Tomáš byl na startovních roštech závodů Porsche Super Sport Cup nejmladším jezdcem, nenašel v konečném pořadí série přemožitele.
Firma Porsche ho za odměnu pozvala na několikadenní adrenalinové jízdy, které se pod dohledem zkušených instruktorů konaly na zamrzlém jezeře za polárním kruhem. Z Finska, kde znovu přesvědčil o svém talentu, se Tomáš vrátil plný nových pozitivních zážitků a emocí. Cestovní a Grand Tourismo vozy nejsou jeho jedinou dosavadní závodnickou zkušeností. Na brněnském Masarykově okruhu, v jehož areálu tým Mičánek Motorsport sídlí, testoval mladý závodník také monoposty národní formule, formule BMW a formule 3.

## Úspěchy
- 2018 - Eset V4 CUP (Lamborghini Huracán SuperTrofeo EVO)
- 2017 - Eset V4 CUP (Lamborghini Gallardo Supertrofeo)
- 2017 - MotoSurf WorldCup (TOP 20)
- 2016 - Dunlop Drift Challenge - Absolutní vítěz Rakouské Drift challenge a zisk titulu Mistra Rakouska.
- 2015 - Dunlop Drift Challenge
- 2015 - Porsche Supersport Cup
- 2014 - Porsche Supersport Cup
- 2013 - Porsche Supersport Cup – 1. místo
- 2012 - Porsche Supersport Cup
- 2011 - Porsche Supersport Cup
- 2011 - MMČR ZAO
- 2010 - Mistr ČR v ZAO, D4 do 3500 cm³ – vytrvalostní závody
- 2010 - Porsche Supersport Cup – 1. místo
- 2009 - VW Polo Cup – 10. místo
- 2008 - VW Polo Cup – 6. místo kategorie Rookies
- 2007 - motokáry
- 2006 - motokáry, začátek závodní kariéry